# يحيى عبد الرحمن آل حموض
يحيى بن عبد الرحمن آل حموض (1380 هـ/ 1960م -): مُحافِظ محافظة بارق في المملكة العربية السعودية سابقًا، صدر قرار تعيينه محافظاً في 14 أبريل 2016. وهو عضو المجلس البلدي لأمانة منطقة عسير، كما عَمِلَ في إمارة منطقة عسير مُديِرُ لإدارة الأراضي ثم مدير الحقوق ثم مديراً عام للحقوق الخاصة.

## النشأة والمؤهلات العلمية
وُلد آل حموض في مركز الشعف في منطقة عسير سنة 1380 هـ الموافق 1960م، في أسرة ميسورة الحال لها سيادة شعف شهران، والتي تمتاز بالمنزلة الرفيعة والقوة. التحق بمدرسة «صلاح الدين» الابتدائية بقرية المسقي فأتم الابتدائية عام 1393 هـ، ودرس المرحلة المتوسطة في «متوسطة تمنية» بتمنية فأتمها عام 1397 هـ، ودرس الثانوي بثانوية «أبها الأولى» وأتمها عام 1400 هـ، ثم التحق بكلية الاقتصاد والإدارة – إدارة عامة – بجامعة الملك عبد العزيز في محافظة جدة وتخرج منها عام 1404 هـ.